# Black & Decker Workmate

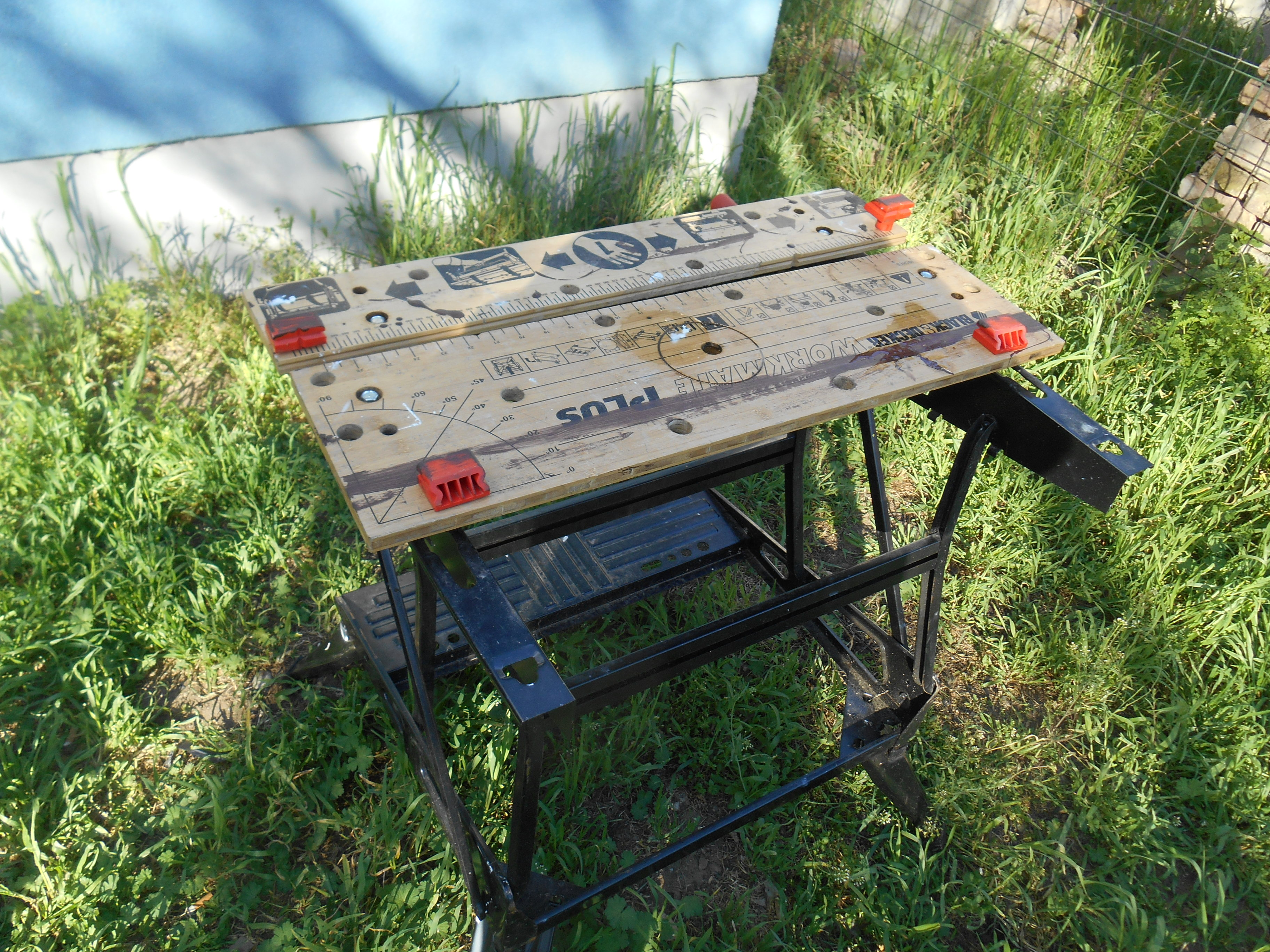
Un "Workmate Plus", para cortar con una sierra circular y realizar retoques con pintura, como parte del bricolaje general

El Black & Decker Workmate es un banco de trabajo portátil de uso general y una herramienta de carpintería general fabricada bajo la marca Black & Decker . Es una mesa plegable para la portabilidad, pero cuando se despliega mide unos 3 pies (1 m) alto. El mostrador está formado por dos mordazas de madera, una de las cuales es fija y la otra móvil sobre varillas roscadas accionadas por asas. Se puede utilizar como banco de carpintero para sujetar piezas de madera, metal y otros materiales, ya sea sujetados entre las mordazas o, utilizando los topes de banco suministrados, sujetada en la parte superior de la mesa. Las mordazas son suficientemente anchas para sujetar la mayoría de herramientas de sobremesa, como una prensa de taladro, una garlopa, una sierra de ingletes, etc.

## Historia

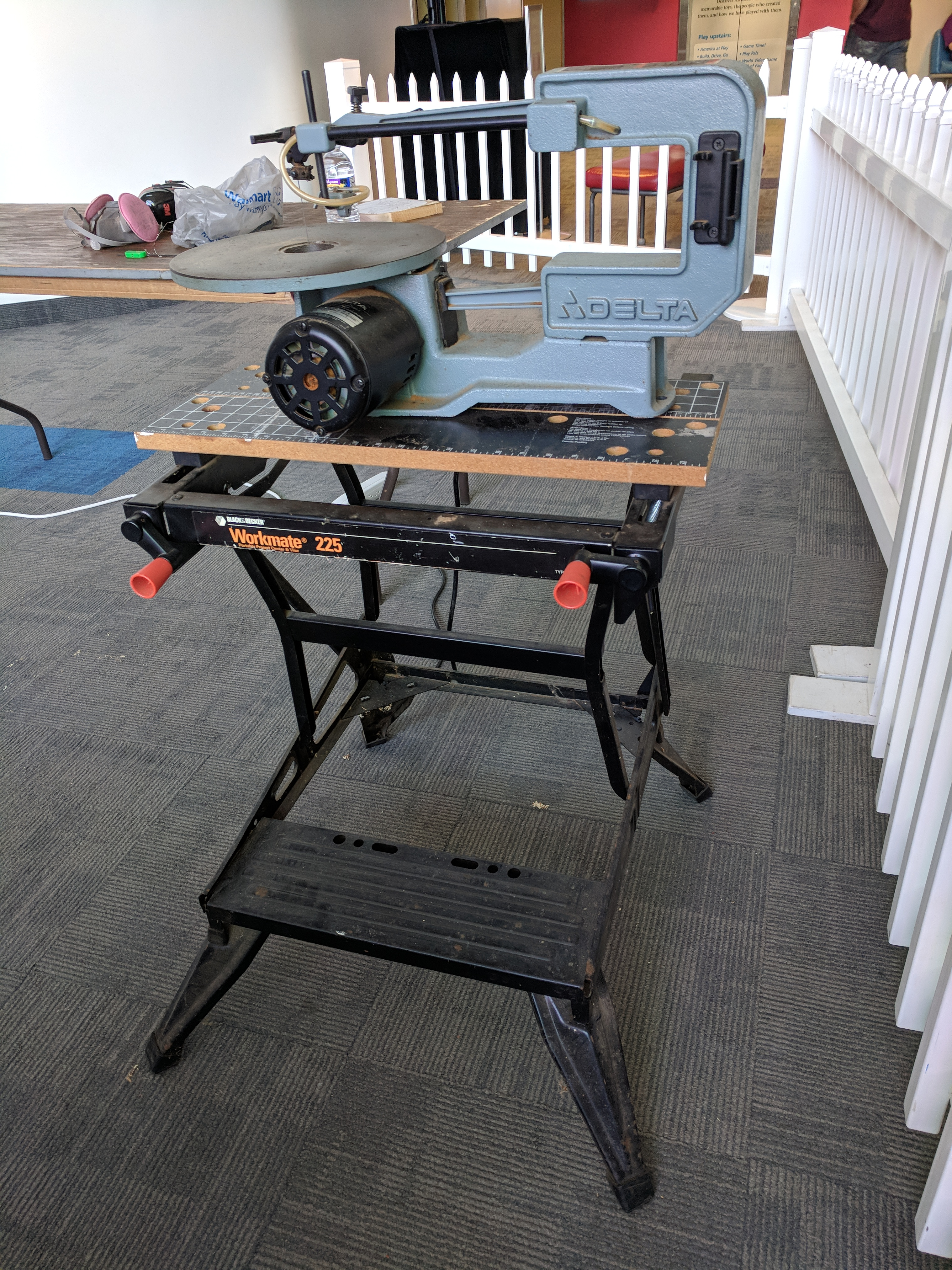
Un "Workmate Plus", como soporte de una sierra de calar

Cuando lo inventó, el diseñador Ron Hickman tuvo dificultades para convencer a una empresa de que comercializara el Workmate y los vendió él mismo en las ferias comerciales. Tuvo su primer avance en 1968, tras convencer a una revista de bricolaje para que le dejara exponer en la Ideal Home Exhibition de Londres, lo que le permitió vender 1.800 unidades ese año.
Después de tener cierto éxito en 1971, Black & Decker decidió trabajar con Hickman para mejorar su diseño inicial y en 1972 la versión MKII de Black & Decker del Workmate entró en producción. Cuando se lanzó, se vendió en el Reino Unido por  24.95£.
Black & Decker tuvo problemas para abastecer la demanda del Workmate en el Reino Unido, pero todavía no estaba convencido de cómo sería aceptado el Workmate en Estados Unidos. Para probar la demanda, el Workmate WM325, fabricado en Reino Unido, se introdujo en el mercado de Estados Unidos en 1974 como el Modelo 79-001 Tipo E ("E" para Inglaterra). Los consumidores estadounidenses lo aceptaron y Black & Decker empezó a construir Workmates para el mercado estadounidense en su fábrica de Brockville, Ontario, Canadá.
El primer Workmate fabricado en Canadá y vendido en Estados Unidos fue designado como el Modelo 79-001 Tipo 1. El 79-001 se fabricó hasta 1982, con revisiones frecuentes, designadas por los tipos 2, 3, 4, 5, 6, 7., 8 y 9. Los tipos E del 1 al 5 utilizaban un par de marcos en H pivotantes de aluminio fundido para soportar las mordazas y permitir que el Workmate se plegara para el almacenamiento. El marco en H de aluminio dio al Workmate un aspecto muy distintivo y se consideró "el mejor trazo estético de Hickman". En el tipo 6, los marcos en H de aluminio se sustituyeron por unos de acero estampado.
Desde entonces, Black & Decker ha vendido 30 millones de Workmates (2011). Ron Hickman recibió un regalo de unos 50 peniques (0,50 libras esterlinas) por cada Workmate vendido y se convirtió en un hombre rico.